# Postulado de Hammond
En química física orgánica, el postulado de Hammond, también llamado a veces postulado de Hammond-Leffler, es una hipótesis sobre el estado de transición en las reacciones químicas orgánicas, propuesto por George S. Hammond. El postulado ayuda a los químicos, proporcionando información sobre la estructura del estado de transición, que en general no se puede caracterizar directamente experimentalmente. El postulado, publicado por primera vez en una revista de la American Chemical Society en 1955, establece que:
Si dos estados, como por ejemplo, un estado de transición y un intermedio inestable, se producen consecutivamente durante un proceso de reacción y tienen casi la misma energía, su interconversión implicará solo una pequeña reorganización de las estructuras moleculares.
En otras palabras, las especies con energías similares a lo largo de la reacción también tendrán estructuras similares. El postulado nos permite predecir con precisión la forma de un diagrama de coordenada de reacción, y se ha utilizado ampliamente, por ejemplo, para explicar los efectos de los sustituyentes aromáticos en la reacción de sustitución aromática electrofílica.

## Historia
El postulado lleva el nombre de su creador, George S. Hammond. Él fue el primero en sugerir que la teoría del estado de transición podría ser utilizado para explicar cualitativamente las relaciones entre los reactivos, estados de transición y productos. El postulado fue publicado en 1955, mientras Hammond era un profesor de Química en la Universidad Estatal de Iowa. De hecho, John E. Leffler, de la Universidad Estatal de Florida propuso una idea similar unos años antes en un artículo publicado en Science en 1953, dos años antes que Hammond publicara su versión del postulado. Sin embargo, la versión de Hammond ha recibido una atención mucho más amplia de las comunidades científicas, debido a su naturaleza cualitativa, mientras que la versión de Leffler utiliza múltiples ecuaciones matemáticas. El postulado de Hammond es a veces llamado el postulado de Hammond-Leffler que dar crédito a los dos científicos.

## Usos
Efectivamente, el postulado afirma que la estructura de un estado de transición se asemeja a la de las especies más cercanas a él en términos de energía libre de Gibbs. Esto se puede explicar con referencia a los diagramas de energía potencial:
En el caso (a), que es una reacción exotérmica, la energía del estado de transición está más cerca de la energía del reactivo que la del intermedio o la del producto; por lo tanto, según el postulado, la estructura del estado de transición también se asemeja más a la del reactivo. En el caso (b), la energía del estado de transición no se encuentra cerca ni del reactivo ni del producto, por lo que ninguno de ellos un buen modelo estructural para el estado de transición. Sería necesaria más información con el fin de predecir la estructura o las características del estado de transición. El caso (c) representa el diagrama de potencial para una reacción endotérmica, en la que, de acuerdo con el postulado, el estado de transición debe parecerse más al producto (o incluso al intermedio de reacción).
Otro significado del postulado de Hammond es que nos permite hablar de la estructura del estado de transición relacionándola con los reactivos, intermedios o productos. En el caso en que el estado de transición se asemeja mucho a los reactivos, el estado de transición se llama "temprano", mientras que un estado de transición "tardío" es el que se asemeja mucho más al intermedio o al producto final.

### Aplicación en estados de transición de la reacción SN1
El postulado de Hammond se puede utilizar para comparar las estructuras de diversos carbocationes en las reacciones SN1. Se sabe que las estabilidades relativas de los carbocationes disminuyen según el tipo del carbocatión: terciario>secundario>primario>metilo. Por lo tanto, de acuerdo con el postulado de Hammond, en el diagrama de la coordenada de reacción para esta reacción de ruptura del enlace para formar el carbocatión se puede extraer:
El estado de transición se mueve hacia el reactivo debido a que la reacción se vuelve menos endotérmica o a que el carbocatión involucrado se vuelve más estable. En otras palabras, el estado de transición es más estable cuando el carbocatión es relativamente más estable, lo que explica por qué es más probable que los halogenuros de alquilo terciarios (por ejemplo) den la reacción de sustitución nucleófila a través del mecanismo de reacción SN1.